# Rudy Rucker
Rudy Rucker, född 22 mars 1946, amerikansk datavetare och science fiction-författare, ofta inkluderad på listor över cyberpunk-författare. Han är mest känd för sina böcker Software och Wetware (båda vann varsin Philip K. Dick Award) samt The Hacker and the Ants. Han är ättling till den tyske filosofen Hegel.
Rucker föddes i Louisville, Kentucky och studerade vid Swarthmore College (kandidatexamen i matematik) och Rutgers University (magister- och doktorsexamen i matematik). Han är numera professor vid San Jose State University.